# Argopus
Argopus là một chi bọ cánh cứng trong họ Chrysomelidae.
Chi này được Fischer miêu tả khoa học năm 1824.

## Các loài
Các loài trong chi này gồm:
- Argopus ahrensii Germar, 1817
- Argopus bicolor Fischer von Waldheim, 1824
- Argopus bidentatus Wang, 1992
- Argopus brevis Allard, 1859
- Argopus clemaditis Rapilly, 1978
- Argopus miyakei Kimoto, 1991
- Argopus nigritarsis Gebler, 1823